# Изотопы теннессина
Изото́пы теннесси́на — разновидности атомов (и ядер) химического элемента теннессина, имеющие разное содержание нейтронов в ядре. На данный момент известны два изотопа теннессина. Теннессин не имеет стабильных изотопов и не встречается в природе. 294Ts является самым долгоживущим из известных изотопов, с периодом полураспада 51 миллисекунда.

## Таблица изотопов теннессина
| Символ нуклида | Z(p)                | N(n)                | Масса изотопа (а. е. м.) | Период полураспада (T1/2) | Канал распада | Продукт распада | Спин и чётность ядра |
| Символ нуклида | Энергия возбуждения | Энергия возбуждения | Энергия возбуждения      | Период полураспада (T1/2) | Канал распада | Продукт распада | Спин и чётность ядра |
| -------------- | ------------------- | ------------------- | ------------------------ | ------------------------- | ------------- | --------------- | -------------------- |
| 293Ts          | 117                 | 176                 | 293,20824(89)#           | 22 (+8−4) мс              | α             | 289Mc           |                      |
| 294Ts          | 117                 | 177                 | 294,21046(74)#           | 51 (+41−16) мс            | α             | 290Mc           |                      |

### Пояснения к таблице
- Значения, помеченные решёткой (#), получены не из одних лишь экспериментальных данных, а (хотя бы частично) оценены из систематических трендов у соседних нуклидов (с такими же соотношениями Z и N). Неуверенно определённые значения спина и/или его чётности заключены в скобки.

- Погрешность приводится в виде числа в скобках, выраженного в единицах последней значащей цифры, означает одно стандартное отклонение (за исключением распространённости и стандартной атомной массы изотопа по данным ИЮПАК, для которых используется более сложное определение погрешности). Примеры: 29770,6(5) означает 29770,6 ± 0,5; 21,48(15) означает 21,48 ± 0,15; −2200,2(18) означает −2200,2 ± 1,8.